# 中国新闻学院
中国新闻学院是中华人民共和国1986年至2002年间存在的一所高等院校。前身是1983年4月6日创办的新华社干部进修学院。1986年1月24日，经国家教育委员会批准，在北京市成立，由新华通讯社主办，因此也称新华社中国新闻学院。2002年2月，经教育部批准，正式停办。